# Coenosia trichopyga
Coenosia trichopyga är en tvåvingeart som beskrevs av Friedrich Hermann Loew 1852. Coenosia trichopyga ingår i släktet Coenosia och familjen husflugor.
Artens utbredningsområde är Moçambique. Inga underarter finns listade i Catalogue of Life.